# Nahetal-Waldau

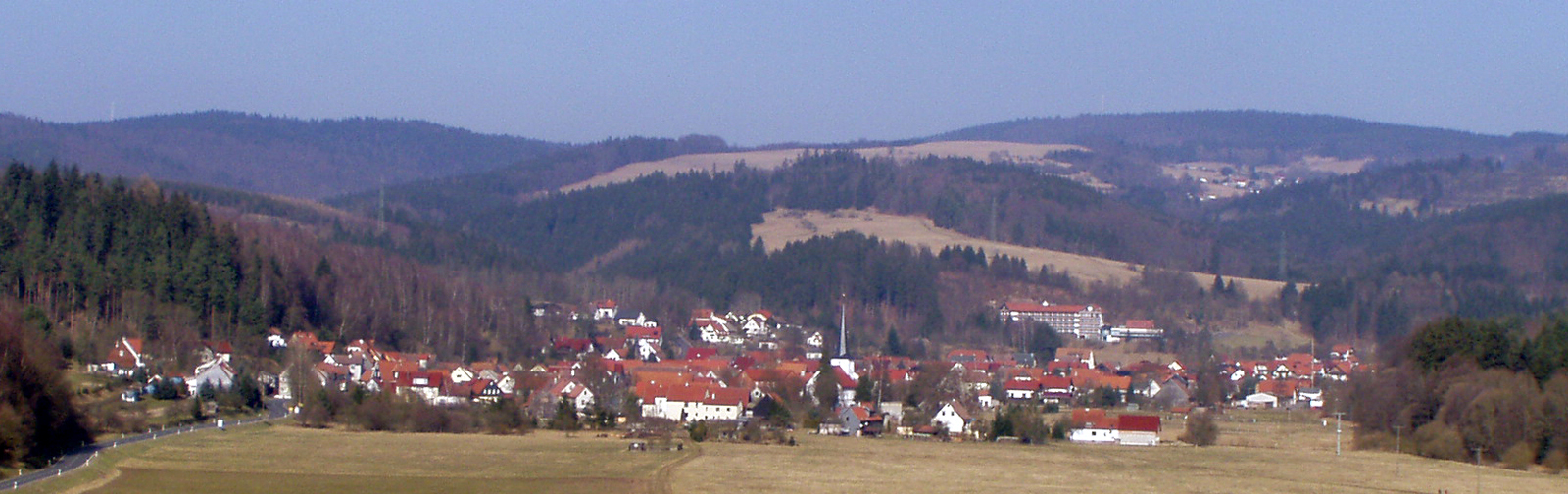
Waldau, gesehen von der Talbrücke Schleuse der A73

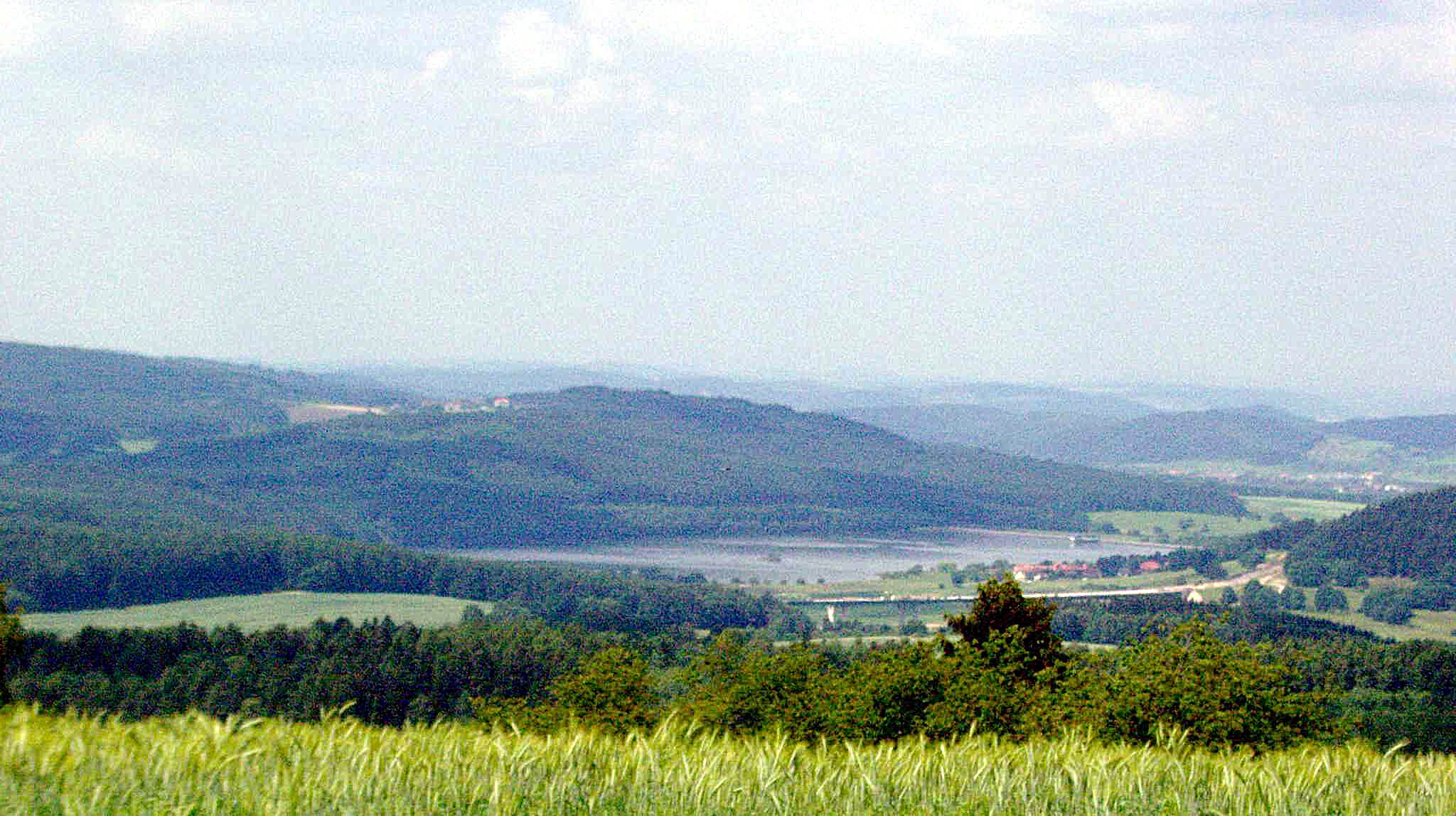
Blick vom Merbelsroder Wachberg auf die Talsperre Ratscher bei Schleusingen

Nahetal-Waldau war eine Gemeinde im Landkreis Hildburghausen im fränkisch geprägten Süden von Thüringen, die 2018 in die Stadt Schleusingen eingemeindet wurde.

## Geografie

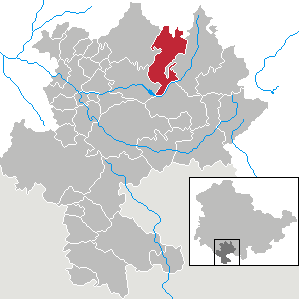
Lage der ehemaligen Gemeinde im Landkreis Hildburghausen

### Geografische Lage
Im Gemeindegebiet lebten 2974 Einwohner (Stand: 31. Dezember 2017) auf einer Fläche von 33,11 km². Die Gemeinde Nahetal-Waldau lag im Naturpark Thüringer Wald. Die Ortsteile Waldau und Oberrod liegen im Tal der Schleuse und die Ortsteile Schleusingerneundorf und Hinternah liegen im Tal der Nahe.
Der Ortsteil Oberrod liegt unmittelbar an der von der Schleuse gespeisten Talsperre Ratscher.

### Gemeindegliederung
Ortsteile der Gemeinde waren:
- Hinternah
- Oberrod
- Schleusingerneundorf
- Silbach
- Waldau

## Geschichte
Die Einheitsgemeinde wurde am 1. August 1996 im Rahmen der Gemeindegebietsreform gebildet. Am 6. Juli 2018 wurde sie in die Stadt Schleusingen eingegliedert.
Industriegeschichte
Von 1925 bis 1992 existierte in Waldau eine Glashütte. Der spätere VEB Glaswerk Waldau (1989: 500 Mitarbeiter) stellte bis 1990 unter anderem einen großen Teil der Verpackungsgläser für die Kindernahrungsindustrie in der DDR her. Durch die geringe Produktivität und dem Niedergang der Absatzkooperation mit ostdeutschen Kunden wurde das Glaswerk im März 1992 stillgelegt. Mitte der 1990er Jahre wurde der große Kernbereich des Glaswerks abgerissen. Dabei mussten die umweltrelevanten Stoffe, die bei der Herstellung von Glas zum Einsatz kamen, durch ein umfassendes Sanierungsprogramm aus dem belasteten Material (insgesamt 12.000 Tonnen) entfernt werden. Einige Gebäude und Lagerhallen konnten später einer Nachnutzung durch Gewerbetreibende zugeführt werden.

## Politik

### Ehemaliger Gemeinderat
Der Gemeinderat von Nahetal-Waldau bestand aus 16 Mitgliedern:
- SPD 9 Sitze
- Freie Wählergemeinschaft Waldau (FWGW) 3 Sitze
- CDU 3 Sitze
- Die Linke 1 Sitz

Stand: Kommunalwahl am 25. Mai 2014

### Ehemaliger Bürgermeister
Thomas Franz (SPD) wurde am 14. September 2014 mit 93,5 Prozent der gültigen Stimmen für eine Amtszeit von sechs Jahren zum hauptamtlichen Bürgermeister gewählt.

### Ortsteilbürgermeister
Mit der Eingemeindung nach Schleusingen (6. Juli 2018) wurde Thomas Franz (SPD) Ortsteilbürgermeister des Ortsteils Nahetal-Waldau.

## Kultur und Sehenswürdigkeiten
- Spätgotische evangelische Kirche in Hinternah, mit einer Kreuzigungsgruppe aus der Fränkischen Schnitzschule der Riemenschneiderzeit von 1614
- Evangelische Kirche in Waldau, mit mittelalterlichen Fresken im Altarraum
- Köhlerei im Ortsteil Schleusingerneundorf, eine in Betrieb bestehende Köhlerei, die besichtigt werden kann
- St.-Wolfgang-Kapelle im Ortsteil Oberrod, restaurierter Turm einer 1491 erstmals erwähnten und vermutlich im Dreißigjährigen Krieg zerstörten Kirche